# Trichura ismene
Trichura ismene är en fjärilsart som beskrevs av Heinrich Benno Möschler 1977. Trichura ismene ingår i släktet Trichura och familjen björnspinnare. Inga underarter finns listade i Catalogue of Life.